# Bosque de Kampinos

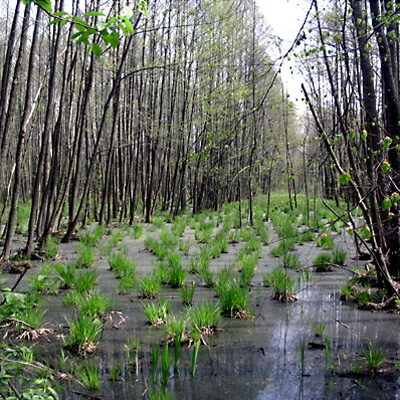
Pantanos del bosque de Kampinos

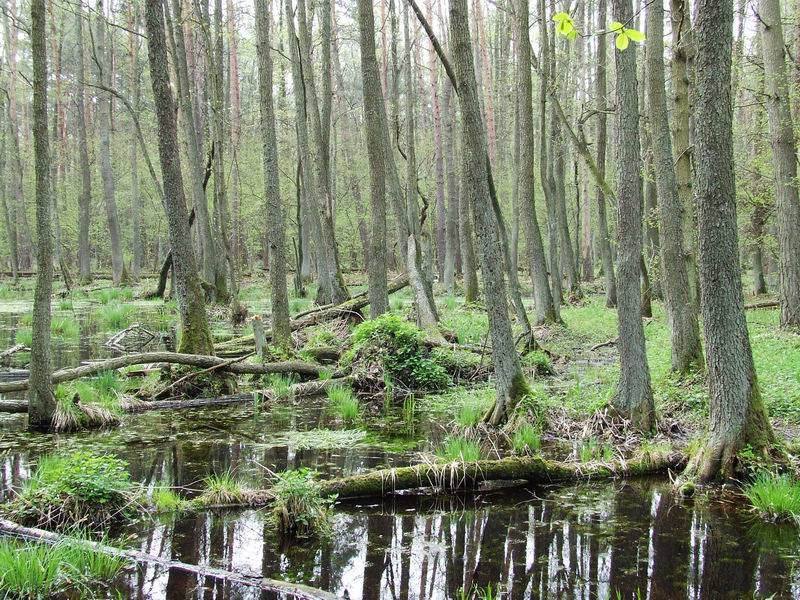
Ejemplo de zona húmeda del bosque de Kampinos

El bosque de Kampinos (en polaco: Puszcza Kampinoska) es una gran zona boscosa situada al oeste de Varsovia, en Polonia. Comprende una gran parte del antiguo valle del río Vístula, entre los ríos Vístula y Bzura. Antiguamente, era un bosque enorme que cubría 670 km² del centro del país, aunque actualmente su extensión es de aproximadamente 240 km². 
Gran parte de la superficie del bosque de Kampinos está actualmente dentro del parque nacional de Kampinos (Kampinoski Park Narodowy) y es considerada Reserva de la Biosfera. El paisaje característico de la zona es una combinación de dunas arenosas y de pantanos y zonas húmedas, con una densa vegetación con bosques de pino y abeto. Se estima en más de 1.200 las especies vegetales diferentes.